# Reibebrett

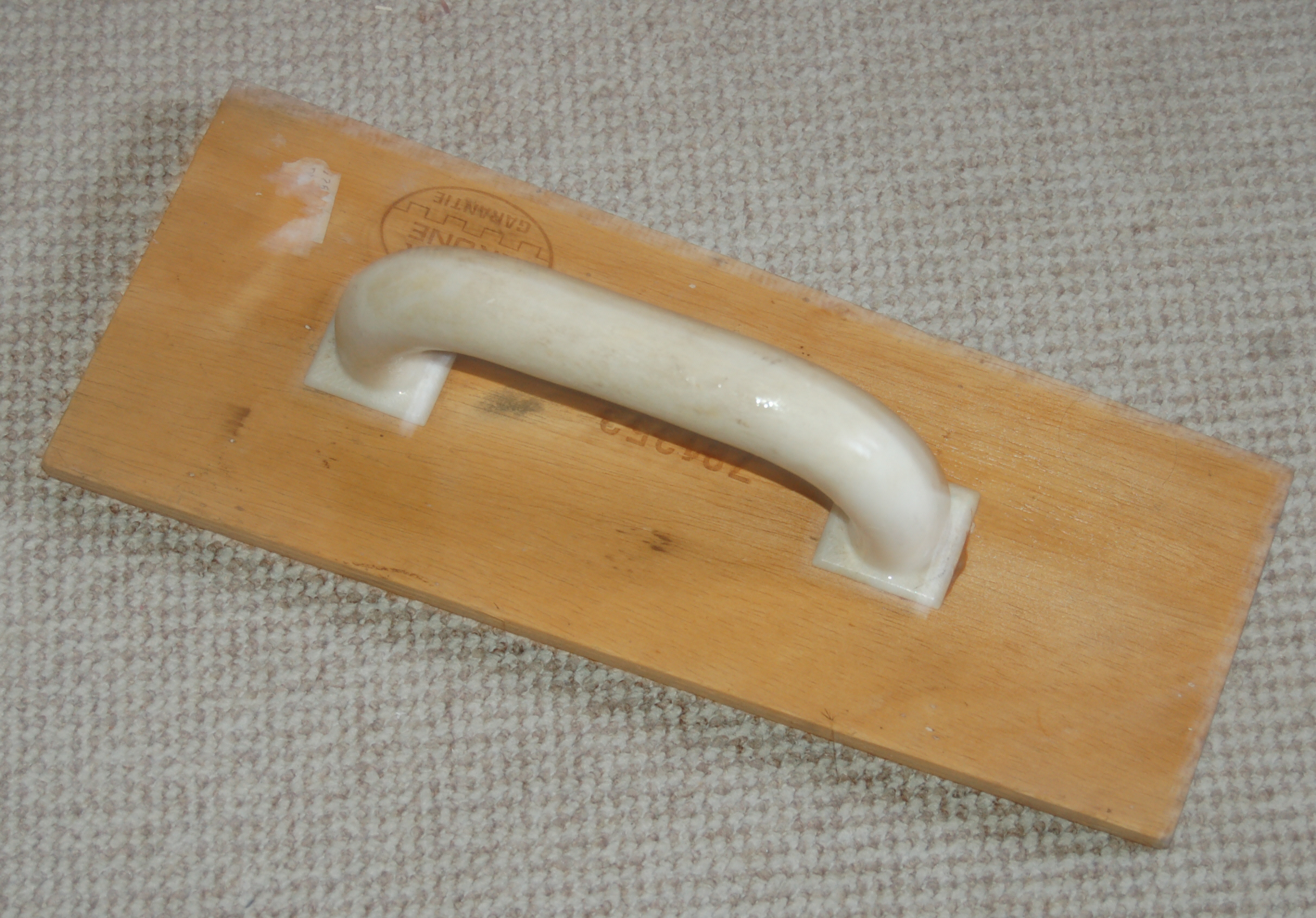
Reibebrett in der Größe einer Glättkelle

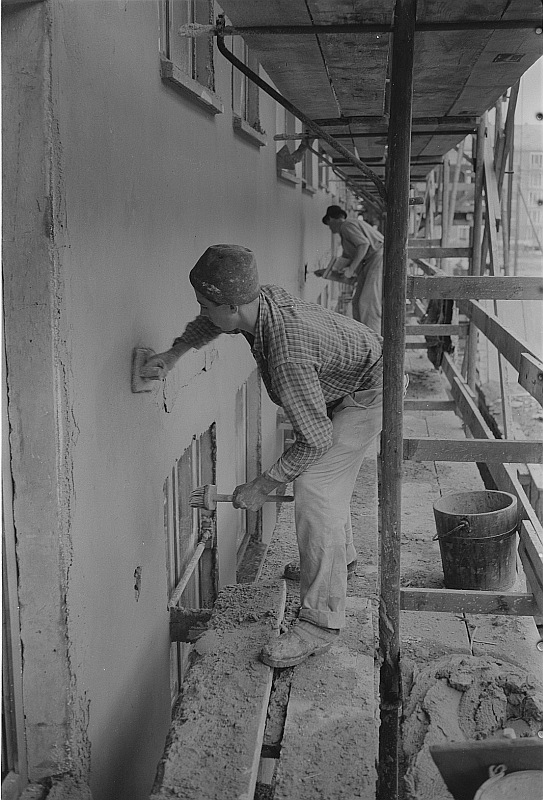
Glätten frisch aufgetragenen Außenputzes mit dem Reibebrett

Ein Reibebrett ist ein Handwerkzeug zum Glätten und Abreiben frisch aufgebrachten Putzes oder Estrichs. Durch das Reiben erlangt der Verputz (respektive Estrich) größere Festigkeit und eine gleichmäßige Oberfläche.
Reibebretter sind typischerweise etwa 30 cm lang. Größere Ausführungen ab etwa 60 cm und bis zu 250 cm Länge werden vornehmlich als Kartätsche bezeichnet.

## Anwendung und Varianten
Der Putzer verwendet zumeist Reibebretter in der Größe einer Glättkelle aus Holz oder Kunststoff. Das Reibebrett kann in Abhängigkeit vom Einsatzzweck mit verschiedenen Auflagen versehen sein, etwa mit Filz-, Latex-, Zellkautschuk- oder Schwammgummi-Belägen.
Reibebretter mit Filzbelag sind meist in den Maßen 14 × 28 cm (oder auch größer) mit mittig angebrachtem Griff gefertigt. Sie werden insbesondere zur Herstellung einer besonders glatten Putzfläche, dem sogenannten Filzputz, verwendet. Für die gleiche Arbeit eignen sich auch mit Schwammgummi belegte Reibebretter, die Schwammbretter.
Schwammgummi- und Filzbeläge werden mit verschiedenen wasserfesten Klebern wie PU-Kleber auf das Reibebrett aufgebracht.
Ein sogenanntes Fummelbrett ist ein kleines Reibebrett mit einer abgeschrägten Schmalseite, das für kleinere Reparaturen am Putz verwendet wird. Durch die spezielle Form der Kante ist es besonders für Arbeiten in Ecken geeignet.
Reibebretter werden auch für die modernen mineralischen Reibeputze und für Kunstputz verwendet.